# Assedio di Belmonte
L'assedio di Belmonte Calabro del 1806-1807 rientrò nell'estremo tentativo di resistenza contro-rivoluzionaria ai francesi messo in atto dai castelli del Tirreno cosentino, come Cirella, San Lucido, Fiumefreddo ed Amantea.

## La conquista francese e la reazione anglo-borbonica
Dopo la vittoria contro russi ed austriaci nella battaglia di Austerlitz (2 dicembre 1805), Napoleone Bonaparte si rivolse contro gli altri suoi nemici della Terza coalizione, i Borbone di Napoli spalleggiati dagli inglesi nel Mediterraneo.
Il 15 febbraio 1806 le truppe francesi entrarono a Napoli, scacciandone il re Ferdinando IV, che riparò a Palermo. Napoleone nominò re di Napoli il fratello Giuseppe Bonaparte, che avviò alcune importanti riforme, come l'eversione della feudalità, la sottomissione delle autonomie locali e l'emanazione di leggi moderne.
Nel mese di marzo, 30 000 soldati francesi guidati dai generali Guillaume Philibert Duhesme e Jean Reynier, scesero in Calabria per assicurare il controllo di quella terra difficile: già sei anni prima, durante l'effimera esperienza della Repubblica Napoletana del 1799, si erano verificati eccidi e disordini in tutta la regione. La vicina cittadina di Amantea fu occupata il 12 marzo, e presidiata da un distaccamento di volteggiatori polacchi.
L'occupazione francese durò fino alla sconfitta subita nella battaglia di Maida (4 luglio 1806), combattuta nella vicina piana di Sant'Eufemia: le truppe napoleoniche si ritirarono dai centri sulla costa verso Cosenza, ed una flotta anglo-borbonica comandata dall'ammiraglio britannico William Sidney Smith effettuò lo sbarco di soldati inglesi e capimassa borboniani che presero il controllo del territorio: in particolare, ad Amantea sbarcarono Necco da Scalea e Michele Pezza da Itri, meglio noto come "Fra' Diavolo".
Anche a Belmonte in contemporanea scoppiò la rivolta borboniana. Il comando della piazza borbonica fu preso da Vincenzo Presta, mentre il coordinamento dei paesi in rivolta era affidato al Preside della Provincia Giovanni Battista De Micheli, che si trovava a Longobardi. Si verificarono a Belmonte e negli altri paesi i primi efferati delitti contro i filo-francesi o presunti tali, spesso motivati da rancori personali: qualcuno riuscì a salvarsi riparando nelle navi inglesi, che rimasero qualche giorno al largo di Amantea.

## Le incursioni francesi ed il primo assedio
I borboniani si accamparono in località Potame, a dominio della strada che da Amantea portava a Cosenza via Lago e del passo di Vadi, che collega questa strada a Belmonte. Tre colonne francesi guidate dai generali Reynier, Julien Auguste Joseph Mermet e Jean Antoine Verdier marciarono su questa posizione il 24 agosto 1806, e si scontrarono con i borboniani alle pendici di Monte Cocuzzo; i borboniani resisterono, ma dovettero ripiegare ugualmente ad Amantea, che fu raggiunta il 28 agosto. Tuttavia i francesi si ritirarono a Cosenza.
Un'altra incursione francese su Amantea si verificò il 27 settembre, senza conseguenze. Un terzo attacco più consistente contro la cittadina costiera fu condotto dal generale Verdier tra il 5 ed il 9 dicembre.
I francesi tornarono in forze alla fine di dicembre. Il 26 dicembre 1806 sulle pendici di Monte Cocuzzo si scontrarono borboniani belmontesi ed un reggimento francese. Il grosso dell'armata francese arrivò il giorno 29, comandata dal generale Luigi Peyri, e si accampò in località Pianette, ad un miglio dall'abitato di Belmonte. Lo stesso giorno il generale Verdier iniziò in forze l'assedio di Amantea.
Il 30 dicembre i francesi occuparono il convento dei Cappuccini, quello del Carmine e la parte bassa dell'abitato (attuale piazza Eugenio Del Giudice).